# Rubano
Rubano is een gemeente in de Italiaanse provincie Padua (regio Veneto) en telt 16.631  inwoners (2021). De oppervlakte bedraagt 14,6 km², de bevolkingsdichtheid is 1146,18  inwoners per km².
De volgende frazioni maken deel uit van de gemeente: Sarmeola, Bosco, Villaguattera.

## Demografie
Rubano telt ongeveer 5229 huishoudens. Het aantal inwoners steeg in de periode 1991-2001 met 8,7% volgens cijfers uit de tienjaarlijkse volkstellingen van ISTAT.
| Jaar | Inwoneraantal |
| ---- | ------------- |
| 1991 | 12.573        |
| 2001 | 13.671        |
| 2015 | 16.120        |

## Geografie
Rubano grenst aan de volgende gemeenten: Mestrino, Padua, Saccolongo, Selvazzano Dentro, Villafranca Padovana.

## Geboren in Rubano
- Dino Zandegu (1940), voormalig wielrenner en ploegleider